# Kunstgebäude der Philipps-Universität Marburg

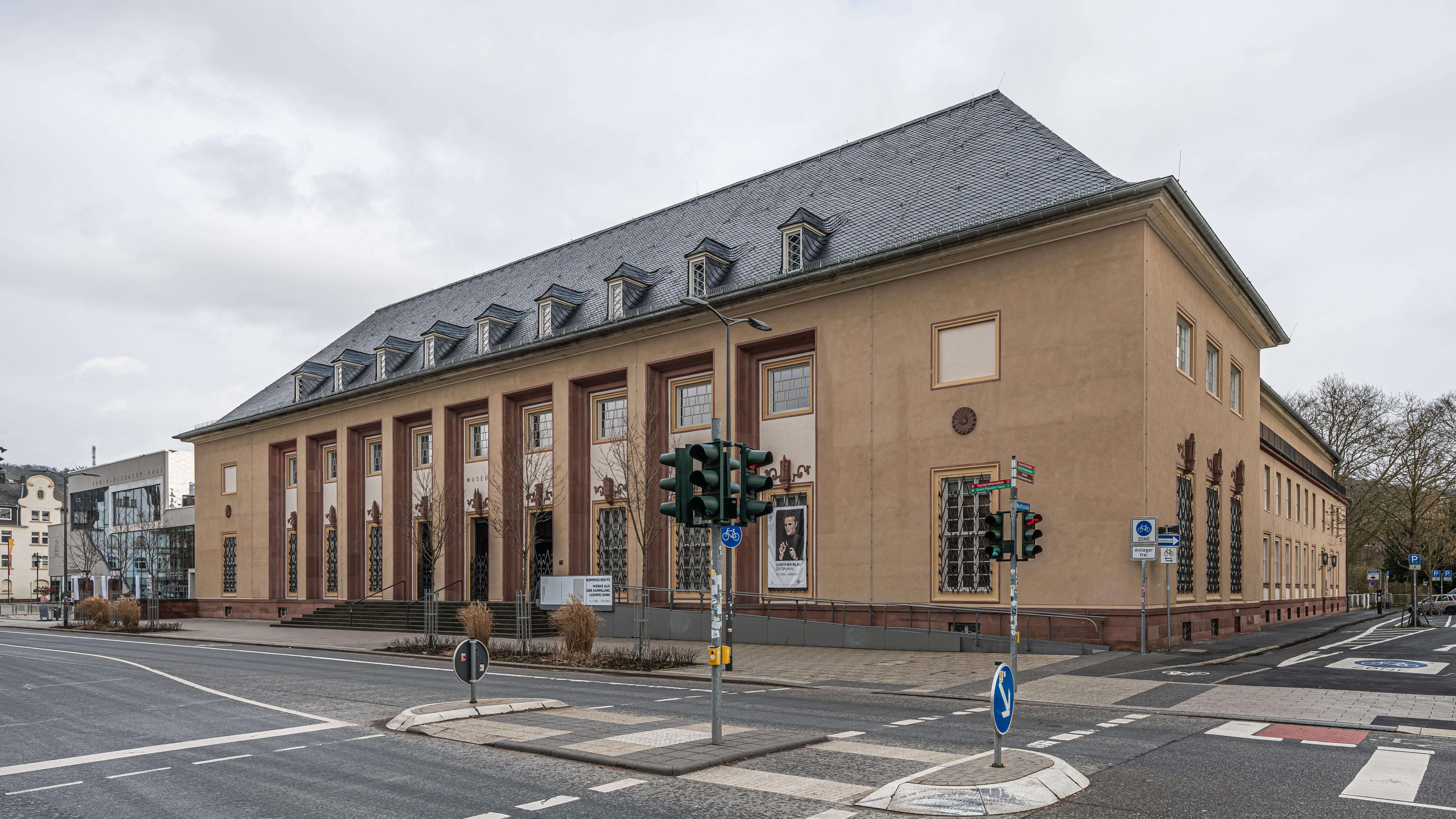
Hauptfassade des Kunstgebäudes

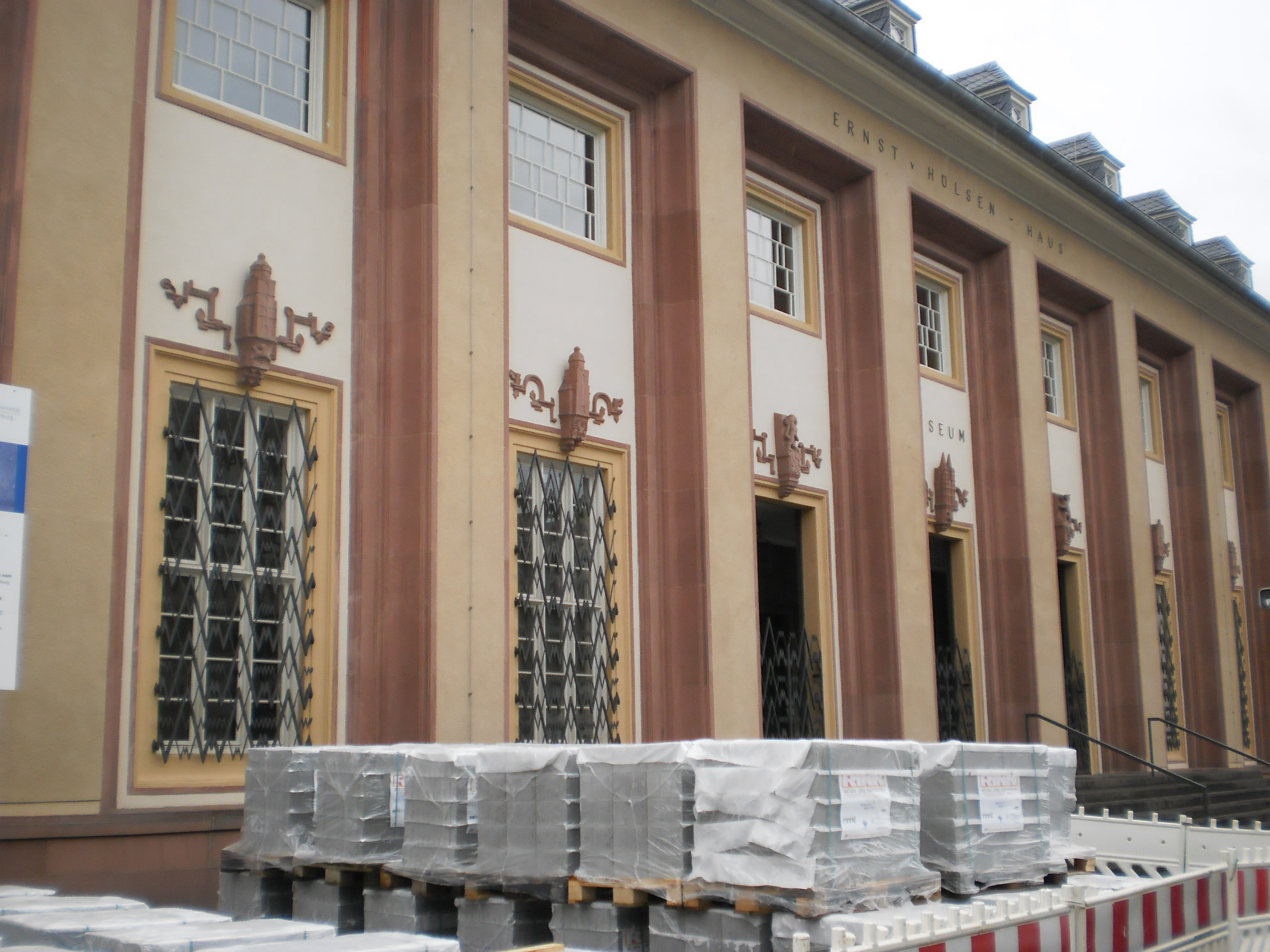
Sanierung des Kunstmuseums 2015

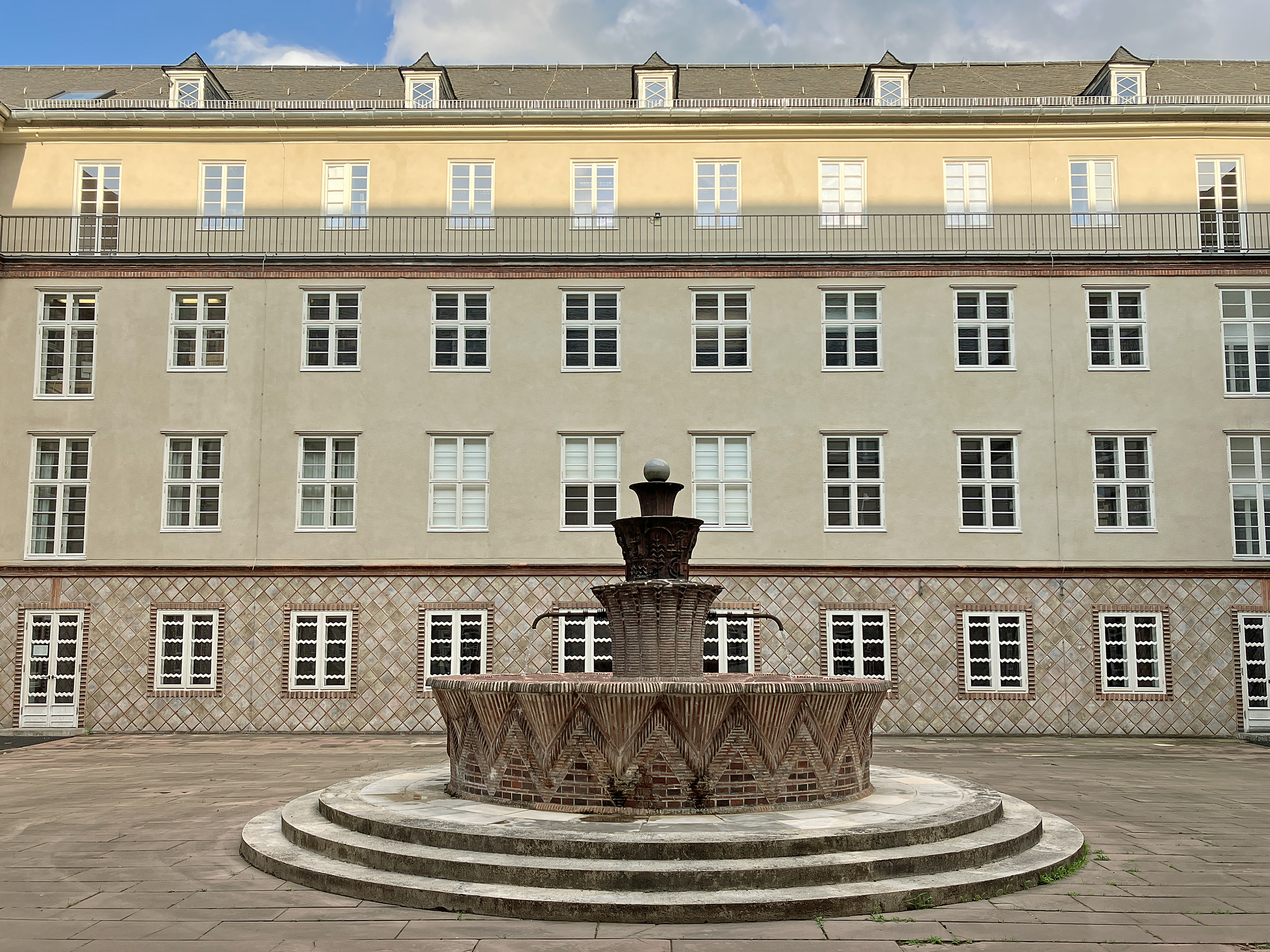
Innenhof mit Art-déco Brunnen

Das Kunstmuseum Marburg oder Kunstgebäude der Philipps-Universität Marburg ist ein 1925 bis 1927 errichtetes Institutsgebäude der Philipps-Universität Marburg. Es gehört zu den wichtigsten deutschen Bildungsbauten der 1920er Jahre. Das von Hubert Lütcke entworfene Gebäude trug – in Anlehnung an die 400-jährige Wiederkehr der Universitätsgründung – ursprünglich den Namen „Jubiläumsbau“. Im Jahre 1950 erfolgte die Umbenennung in „Ernst-von-Hülsen-Haus“, um so des Universitätskurators Ernst von Hülsen zu gedenken, der sich für die Errichtung des Baus eingesetzt hatte. Da diese Gebäudebenennung wegen der Rolle des Namensgebers im Nationalsozialismus als nicht mehr tragbar erachtet wurde, beschloss das Präsidium der Philipps-Universität 2016 die Umbenennung in „Kunstgebäude“. Später wurde es umbenannt in „Kunstmuseum Marburg“.

## Geschichte
Zu Beginn der 1920er Jahre waren die Kunst- und Kulturwissenschaftlichen Institute der Philipps-Universität Marburg über mehrere Standorte in der Stadt verteilt. Richard Hamann, Professor für Kunstgeschichte und damaliger Leiter des kunstwissenschaftlichen Instituts, entwarf zusammen mit Paul Jacobsthal, Professor für Klassische Archäologie und damaliger Leiter des archäologischen Instituts, ein Konzept, um die geisteswissenschaftlichen Institute unter einem Dach zu vereinen und in Verbindung mit einem Museum und einer Bibliothek einen Ort zu schaffen, an dem ein Austausch und Einblick in Kunst und Kultur für die Öffentlichkeit besser zugänglich gemacht werden sollte. Oft wird dieses integrative Konzept als nahezu einzigartig beschrieben und ein Vergleich mit der Harvard University in Cambridge angestellt, die als einzige ebenfalls dieses Konzept genutzt haben soll.
2017 kam es zu einer Neubewertung von Hamanns Beitrag und der Einzigartigkeit des Konzeptes. Nach Sigrid Hofer kann Richard Hamann nicht als alleiniger Visionär genannt werden, sondern Paul Jacobsthal hatte bereits vor Hamanns Zeit in Marburg Konzepte vorgestellt, Kunst und Lehre in einem Gebäude zu vereinen. Hamann unterstützte diese Vorschläge und arbeitete die Konzepte weiter aus. Die Idee, Kultur und Lehre zu vereinen und einem breiteren Publikum zugänglich zu machen, war keinesfalls einzigartig, sondern steht im Kontext der Neuausrichtung der Museumslandschaft um die Jahrhundertwende. Bereits Alfred Lichtwark hatte für die Hamburger Kunsthalle integrative Konzepte vorgesehen und selbst Jacobsthal beschreibt in seinen ersten Entwürfen die Kunsthalle zu Kiel, die zwei Universitätsinstitute mit einem Kunstmuseum vereinte, als Vorbild für ein Kunstgebäude in Marburg. Dieser Sachverhalt verringert aber nicht die Bedeutung des Marburger Kunstmuseums als wichtigen Schritt in der Marburger Universitätslandschaft und auch Hamanns Andenken werde dadurch keinesfalls geschmälert.
Ursprünglich wurde das Kunstmuseum als Jubiläumsbau bezeichnet, da man plante das Gebäude zur 400. Jahr-Feier der Philipps-Universität fertigzustellen. 1924 trug der damalige Universitätskurator Ernst von Hülsen das Baukonzept vor den Marburger Universitätsbund und im selben Jahr wurde ein Arbeitsausschuss unter dem Vorsitz von Walter Troeltsch kreiert. In die weiteren Planungen des Gebäudes wurden die eigentlichen Ideengeber Richard Hamann und Paul Jacobsthal nicht miteinbezogen. Hamann sah in den Planungen des Architekten Hubert Lütcke viele Schwierigkeiten. Lütcke selbst kam als leitender Regierungsbaurat nach Marburg, um den ersten Bauentwurf der preußischen Staatshochbauverwaltung vor Ort prüfen zu können. Sein ausführlicher Entwurf erfolgte am 27. März 1926. Eigentlich hatte der Arbeitsausschuss einen Wettbewerb für Künstler und Architekten veranstalten wollen, um einen geeigneten Bauentwurf ermitteln zu können, doch der preußische Finanzminister Hermann Höpker-Aschoff lehnte diesen Vorschlag im September 1925 ab, weil es an Zeit und finanziellen Mitteln mangelte, einen Wettbewerb stattfinden zu lassen. Der preußische Freistatt hatte dem Projekt zugestanden die hohen, laufenden Betriebskosten für das Gebäude zu übernehmen und wollte deshalb den einen zügigen Baubeginn forcieren. In Marburg selbst stieß dieses Vorgehen auf Kritik, da man gehofft hatte für den Bau einen namhaften Architekten gewinnen zu können, um dem Gebäude eine gewisse Reputation zu verleihen. Es sollte aus der dem Stadtbild ähnlich der Elisabethkirche oder dem Landgrafenschloss hervorstechen und bekannt werden.
Am 9. Mai 1926 kam es zur feierlichen Grundsteinlegung und die Baupläne für das Gebäude wurden im Kunstgeschichtlichen Seminar der Universität öffentlich ausgestellt. Die Stadt Marburg hatte den 7500 m² großen Bauplatz zur Verfügung gestellt. Die Baukosten wurden zu großen Teilen durch Spenden aus Städten der Provinz Hessen-Nassau finanziert.
Das Gebäude wurde in zwei Bereiche eingeteilt: Für das Universitätsmuseum wurden im Westflügel, auch Museumsflügel genannt, an der Seite zur Biegenstraße großzügige Präsentationsräume eingerichtet, für die Bestände des Hessischen Geschichtsvereins und des Kunst- und Altertumsvereins mit seinen überwiegend hessischen Gemälden, Plastiken, Grafiken und kunstgewerblichen Exponaten insbesondere hessischer Volkskunst. Die von Ludwig von Sybel begründete Gipsabgusssammlung antiker Plastiken fungierte als Lehrsammlung des Archäologischen Seminars. Zu den weiteren Sammlungen gehörten unter anderem „Hessische Altertümer“ von Ludwig Bickell.
Der Institutsteil, der im Ostflügel, lahnseitig, eingerichtet wurde, zeichnete sich besonders durch eine Zentralbibliothek für kunstwissenschaftliche Werke und dazugehörigem Lesesaal aus, in der die zerstreuten Sammlungen zusammengeführt werden konnten. Außerdem Platz fanden das kunstgeschichtliche und das archäologische Seminar mit Hörsaal, der christlich-archäologische Apparat, das vorgeschichtliche Seminar, Theaterwissenschaften, Musikwissenschaften mit Konzert- und Übungssaal, sowie akademischer Zeichenunterricht und die photographische Abteilung des kunstgeschichtlichen Seminars. Zudem brachte Richard Hamann in den Jubiläumsbau den von ihm zunächst als kunstwissenschaftliche Lehrsammlung gegründeten „Photographischen Apparat“ unter, aus dem später unter Hamanns Leitung das Bildarchiv Foto Marburg hervorging. Es ist heute mit knapp zwei Millionen unikal überlieferten Fotografien eines der weltweit größten wissenschaftlichen Fotoarchive für Archäologie und Kunstgeschichte. Am ursprünglichen Konzept der integrierten Nutzung durch kulturwissenschaftliche Lehr- und Forschungsinstitute sowie damit verbundener Sammlungen hat sich kaum etwas verändert
Zur 400-Jahr-Feier der Universität am 30. Juli 1927 war der Jubiläumsbau zum Großteil fertiggestellt und konnte, nach 15 Monaten Bauzeit, feierlich eingeweiht werden. Bereits im selben Jahr gründete Hamann, zusammen mit anderen Professoren, den „Marburger Museumsverein“, nach dessen Vorbild sich heute „Freunde des Museums für Kunst und Kulturgeschichte Marburg e. V.“ für die Belangen des Kunstmuseums starkmachen und unter anderem Spendenkampagnen organisieren. 1930/31 wurde der Konzertsaal fertiggestellt, der mit 200 Sitzplätzen und einer Bühne bis heute der Aufführung auch öffentlicher Konzerte dient.

## Architektur
Die vierflügelige, nahezu quadratische Anlage mit Maßen von etwa 60 × 55 Metern, vom Architekten und preußischen Baubeamten Hubert Lütcke entworfen, präsentiert sich im Inneren wie im Außenbau als eine architektonische Verbindung aus Regionalstil, Expressionismus und Art déco. Selbst die Innenausstattung wurde von Lütcke bis in Einzelheiten wie den gezackten Lehnen der Stühle entworfen, die mit den zackenförmigen Fenstergittern und Lampen korrespondieren.
Die Seitenflügel des Baus sind durch Fensterreihung schlicht gehalten. Die Gartenfassade am Ostflügel wurde mit stockwerkübergreifenden Fensterrahmungen und hohen Saalfenstern im Erdgeschoss ausgestattet. Im mittleren Teil der Fassade finden sich Fensterschlusssteine in Art einer Palmette. An den äußeren Fenstern und dem Eingang zum Institutsteil des Gebäudes befinden sich runde, strahlenförmiger Ornamente als Schlusssteine. Die Hauptfassade ist deutlich prunkvoller gestaltet: neun geschossübergreifende Nischen sind in die Fassade eingelassen, wodurch das Gebäude an dynamischer Tiefe gewinnt. Die mittleren drei Nischen bilden den Eingang in eine eher unscheinbare Vorhalle. Über den Fenstern und Eingängen dieser Nischen sind ebenfalls Schlusssteine angebracht, die aber weitaus gestaltungsvoller erscheinen als die der Gartenfassade.
Um der Bauspenden durch Städte und Gemeinden der Provinz Hessen-Nassau zu gedenken, entschloss man sich die Schlusssteine an der Hauptfassade den Wahrzeichen der Spenderstädten und deren Wappen zu widmen. Walter E. Lemcke, Berliner Bildhauer, hatte die Schlusssteine nach Lütckes Entwürfen, die weitaus detaillierter waren, angefertigt. Umrahmt werden alle Plastiken von floralen Motiven. An den Seiten des Museumsflügel finden sich noch jeweils drei weitere Fensterschlusssteine, die dem Typ der Hauptfassade entsprechen.

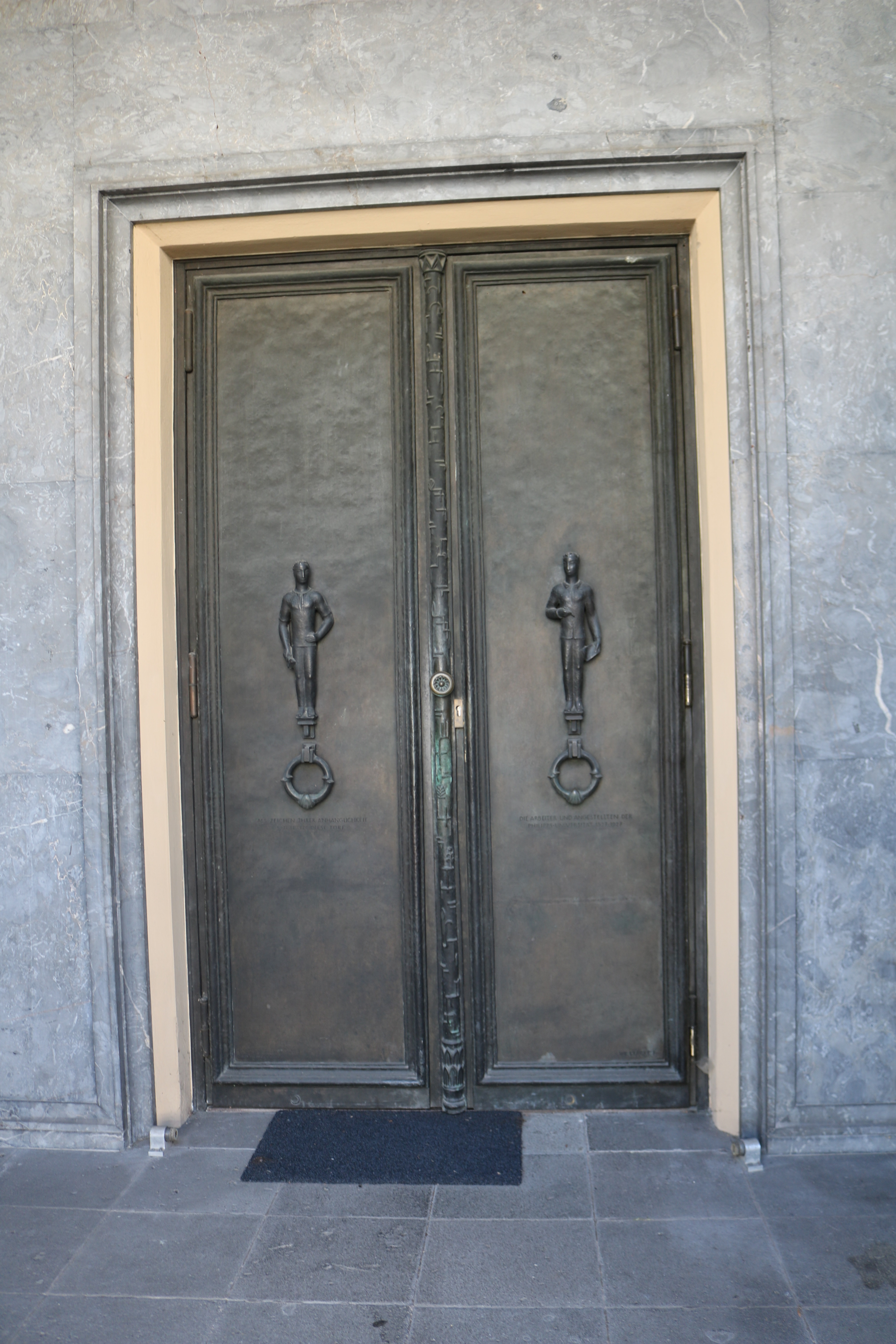
Eingangstür zum Kunstmuseum

Lemcke fertigte auch die Eingangstür nach Lütckes Entwürfen an. Auf dem linken Türflügel befindet sich ein Arbeiter und auf dem Rechten ein Angestellter. Die beiden Figuren stehen für die Mitarbeiter der Universität, die auf ihren eigenen Wunsch hin für zwei Jahre 0,5 % Lohnabzug in Kauf nahmen, damit der Bau finanziert werden konnte.
Um das Gebäude besser ins Stadtbild einzugliedern nutze man für Sockel, Gewände, Simse, Rahmungen, Verzierungen und auch für die bildhauerischen Fensterschlussplastiken heimischen Rotsandstein und das Dach wurde mit der „hessischen“ Schieferdeckung gelegt.
Der etwa 23 × 28 Meter große Innenhof des Gebäudes besitzt einen Art-déco Brunnen von außerordentlich künstlerischer Qualität. Natürlich ganz im „Zackenstil“ von Lütcke entworfen, steht der 4,5 Meter hohe Brunnen auf einem dreistufigen Podest. In der Mitte der Brunnenschale wird eine dreielementige Säule von einer Keramikkugel oben auf abgeschlossen. Lange Zeit floss kein Wasser durch den Brunnen, weil er seit vielen Jahrzehnten in einem schlechten Zustand verweilen musste. Ein Gutachten stellte 2020 fest, dass der Brunnen dringend restauriert werden musste. Dem Verein der Museumsfreunde, der eine Spendenkampagne zur Sanierung des Brunnens organisierte, ist es zu verdanken, dass im Mai 2022 der restaurierte Brunnen mit einem Fest wieder in Betrieb genommen werden konnte und in altem Glanz erstrahlt.
Von Sommer 2011 bis Herbst 2018 wurde das Gebäude umfangreich saniert. Die Arbeiten umfassten die Erneuerung des mit Schiefer gedeckten Dachs, die Erneuerung der Fenster und eine Wärmedämmung in Verbindung mit einer Fassadenerneuerung. Ebenfalls wurde das Entwässerungssystem erneuert. Insbesondere das im vorderen Teil des Gebäudes ansässige Kunstmuseum mit einer Sammlung moderner Kunst wurde grundlegend saniert und im Oktober 2018 mit einem Bürgerfest wieder geöffnet. Die denkmalgerechte Sanierung der Außenfassade von 2013 bis 2015 wurde durch das Land Hessen getragen. Die Kosten beliefen sich auf 6,9 Millionen Euro. Die 3,9 Millionen Euro teure Innensanierung bezahlte die Philipps-Universität Marburg. 1,3 Millionen Euro konnte die Universität hierfür durch Spenden gewinnen. Im September 2020 wurde die Sanierung des Gebäudes mit dem hessischen Denkmalschutzpreis ausgezeichnet.

## Heutige Nutzung
Am ursprünglichen Konzept der integrierten Nutzung durch kulturwissenschaftliche Lehr- und Forschungsinstitute sowie damit verbundener Sammlungen hat sich kaum etwas verändert. Das Gebäude wird wegen seines integrativen Konzeptes und des einzigartigen Zackenstils als eines der wichtigsten Gebäude der Universität und der Stadt Marburg angesehen. Neben Gruppenführungen und wechselnden Ausstellungen bietet das Kunstmuseum in Zusammenarbeit mit der Deutschen Blindenstudienanstalt Führungen zum Anfassen und Erleben an.

## Galerie der Fensterschlusssteine
Die folgenden Fensterschlusssteine an der Hauptfassade(Westseite) zeigen Wappen auf dem Sockel mit zugehörigem Rathaus oder Dom/Kirche oben auf von den größten Spenderstädten der Provinz Hessen-Nassau. Von links nach rechts:

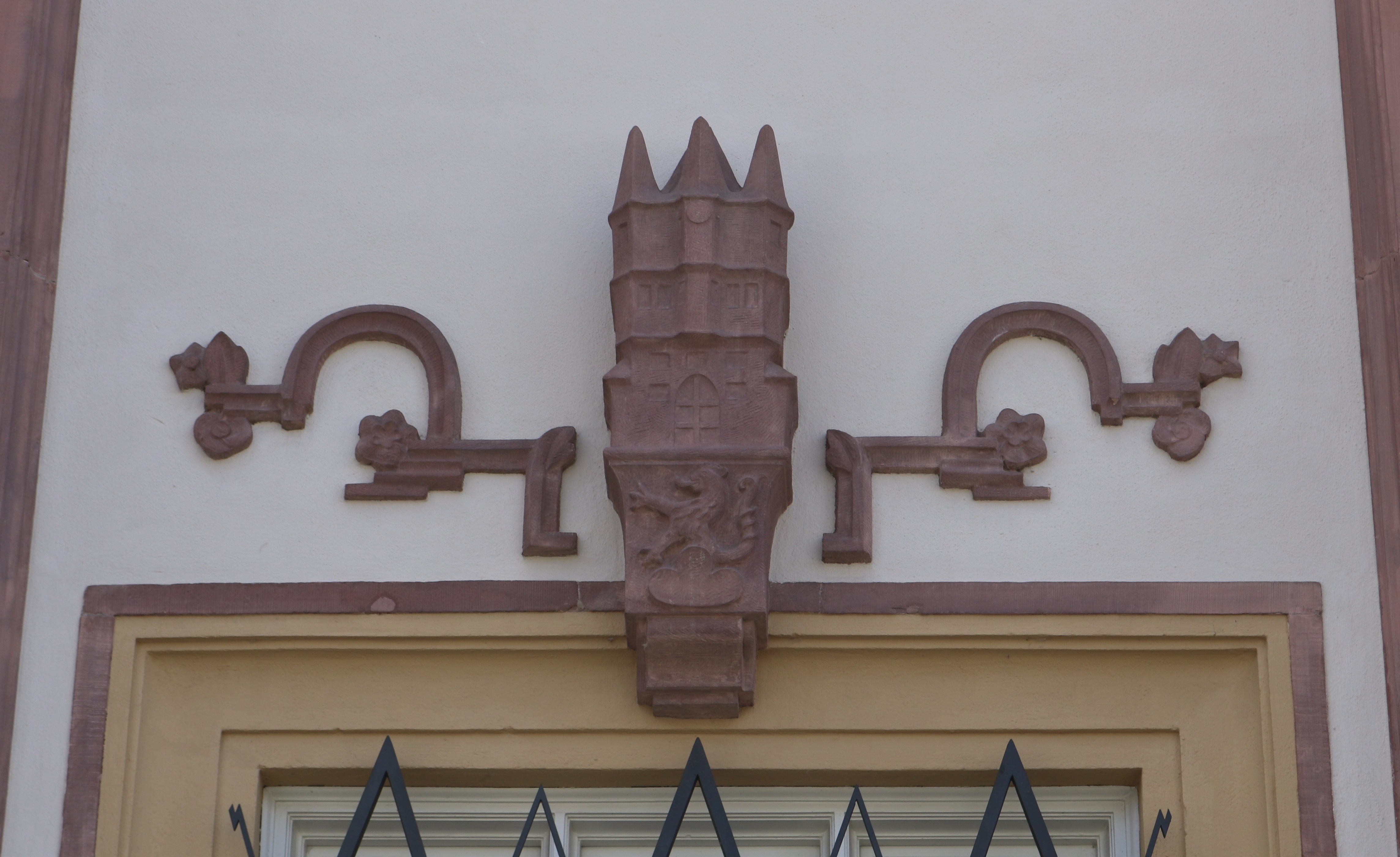
Rathaus in Frankenberg(Eder)
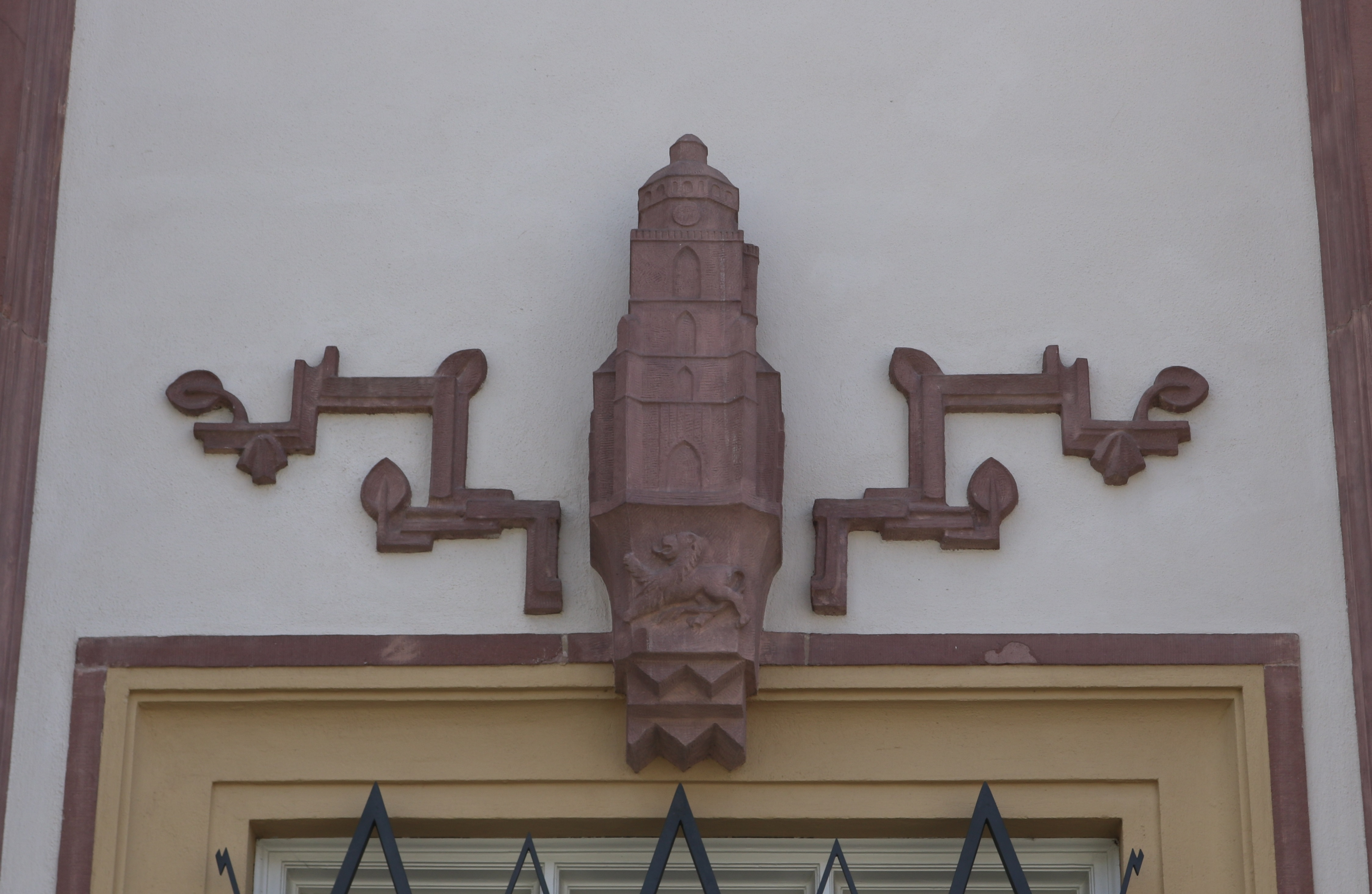
Stadtkirche St. Marien in Homberg/Efze
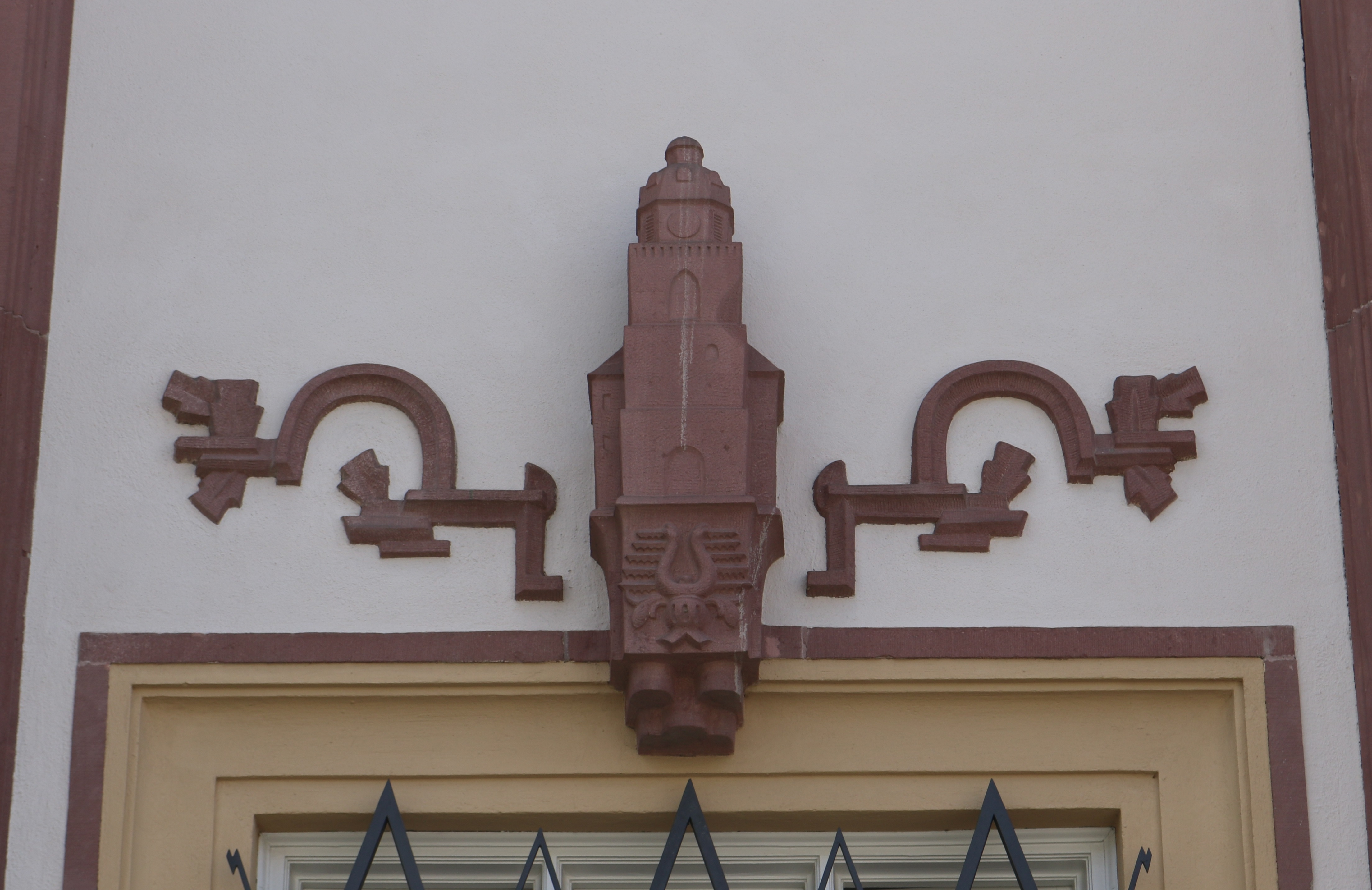
Walpurgiskirche in Alsfeld
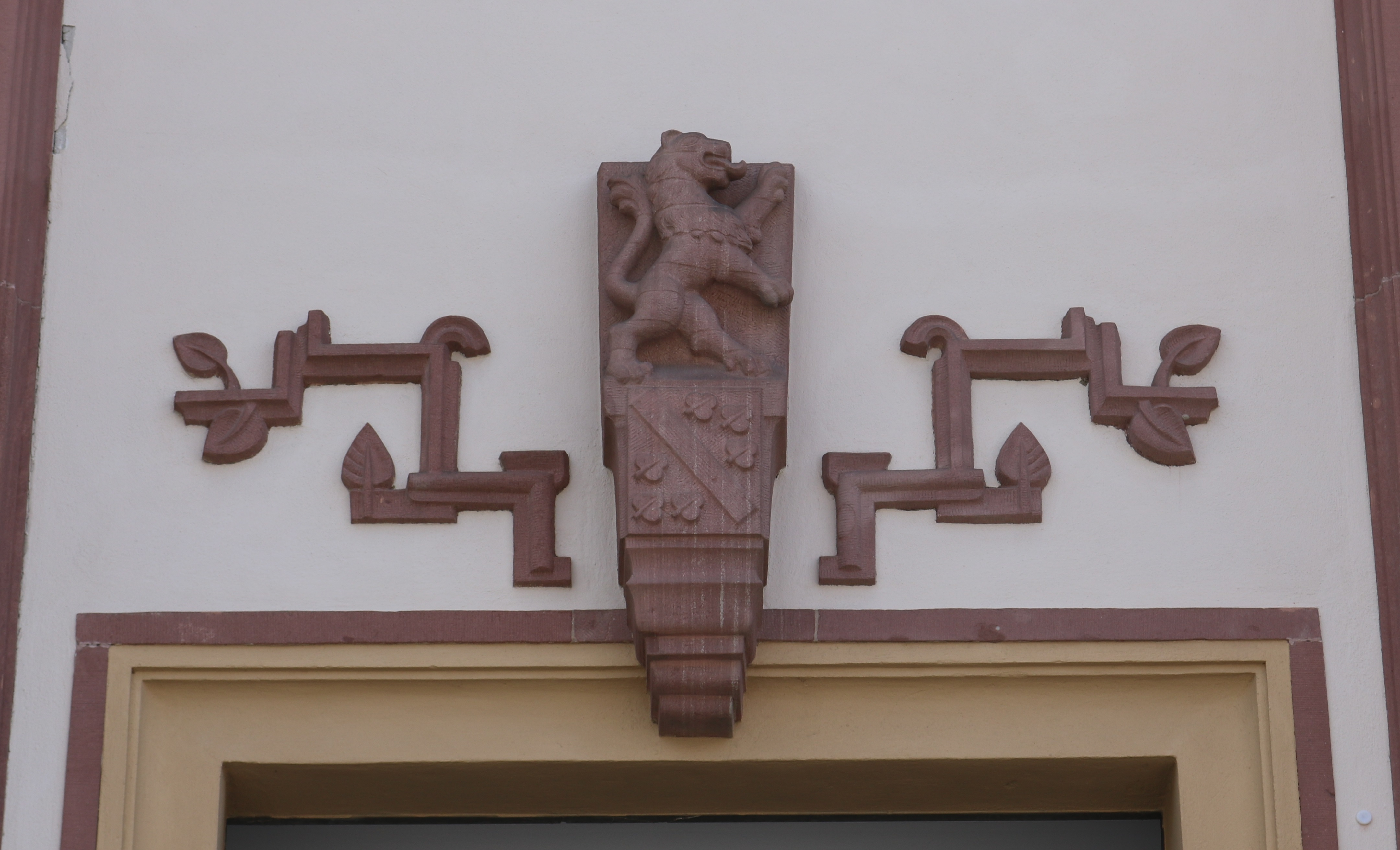
Hessischer Löwe
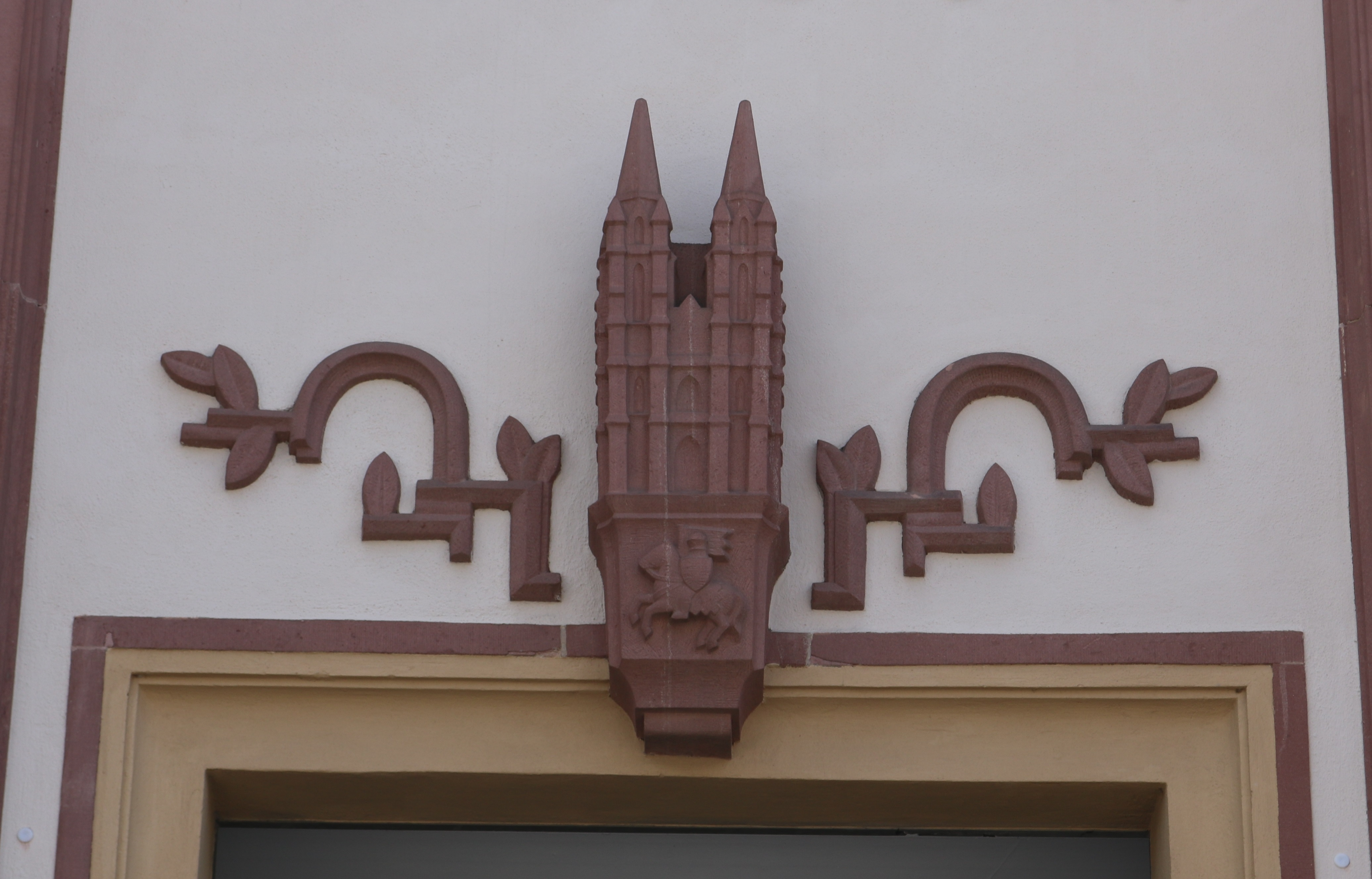
Elisabethkirche in Marburg
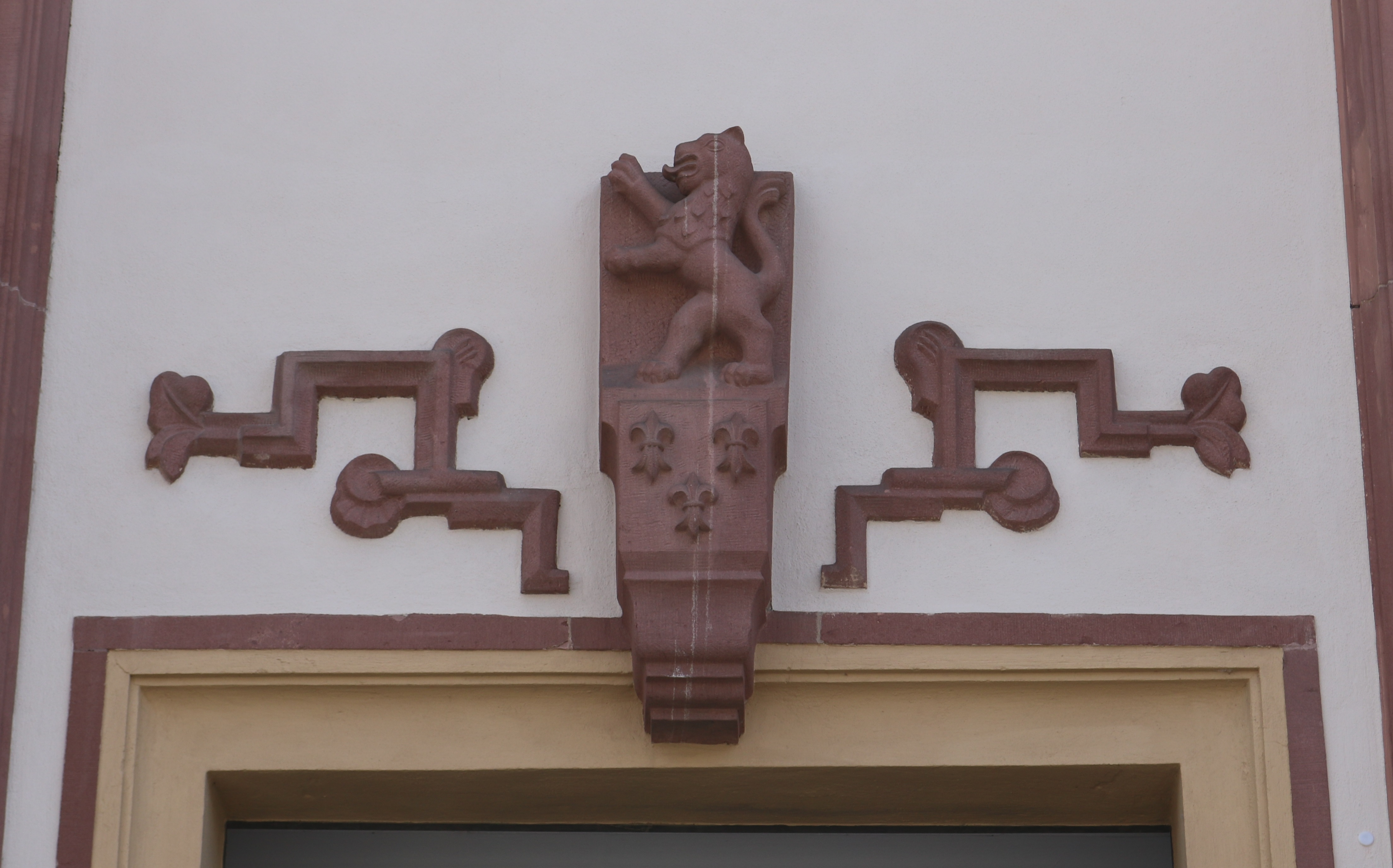
Nassauischer Löwe
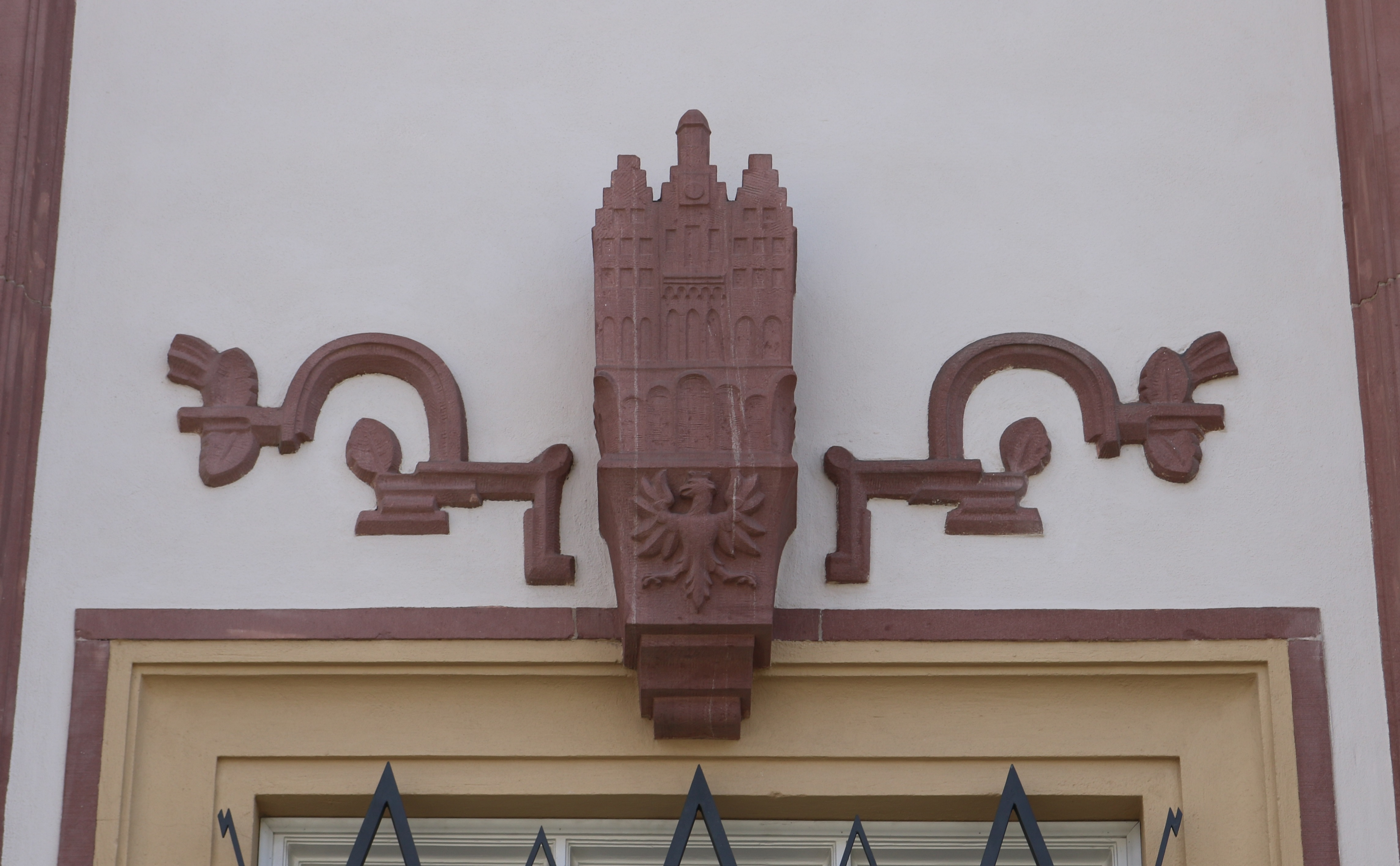
Der Römer in Frankfurt(Main)
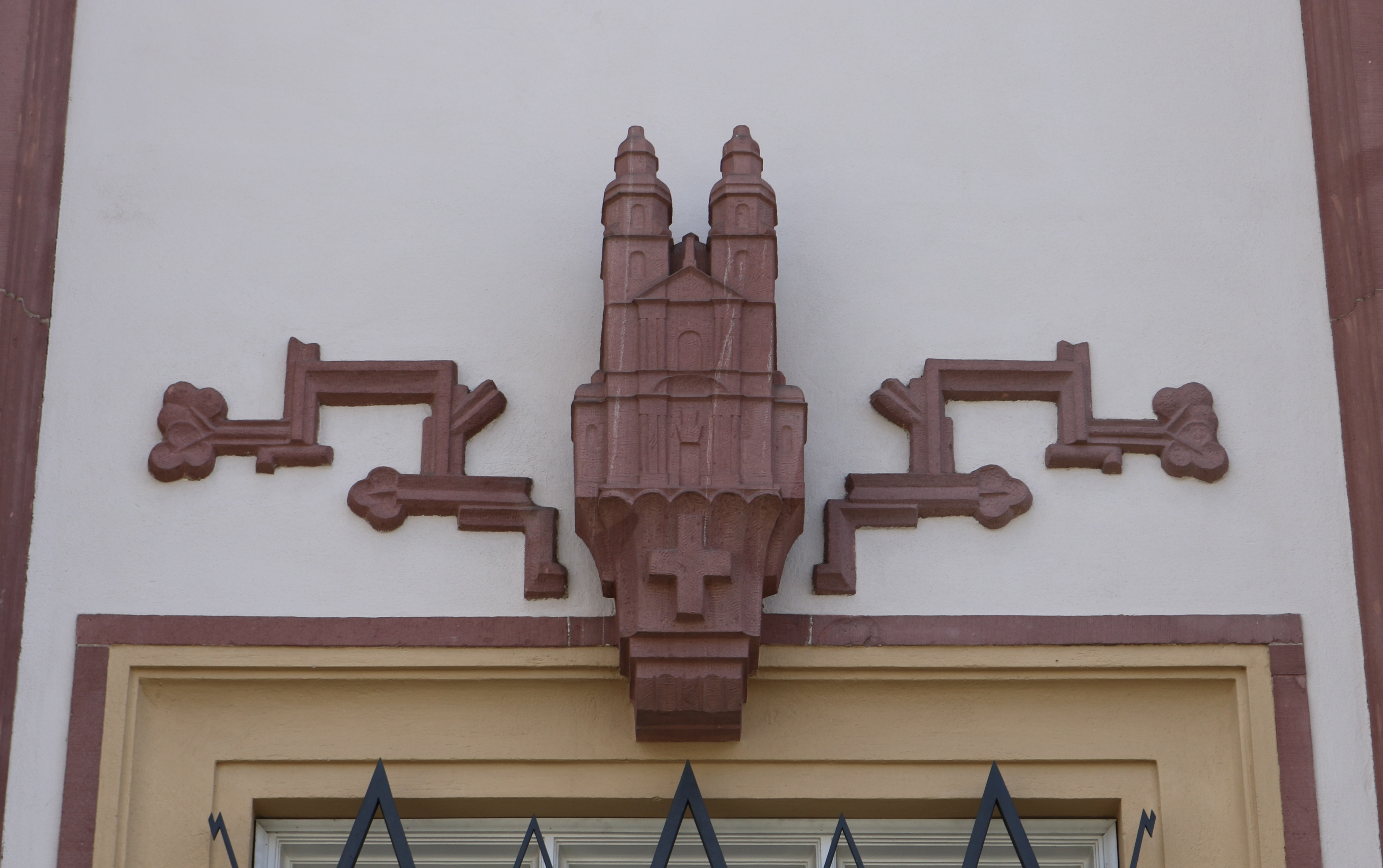
Dom St. Salvator zu Fulda
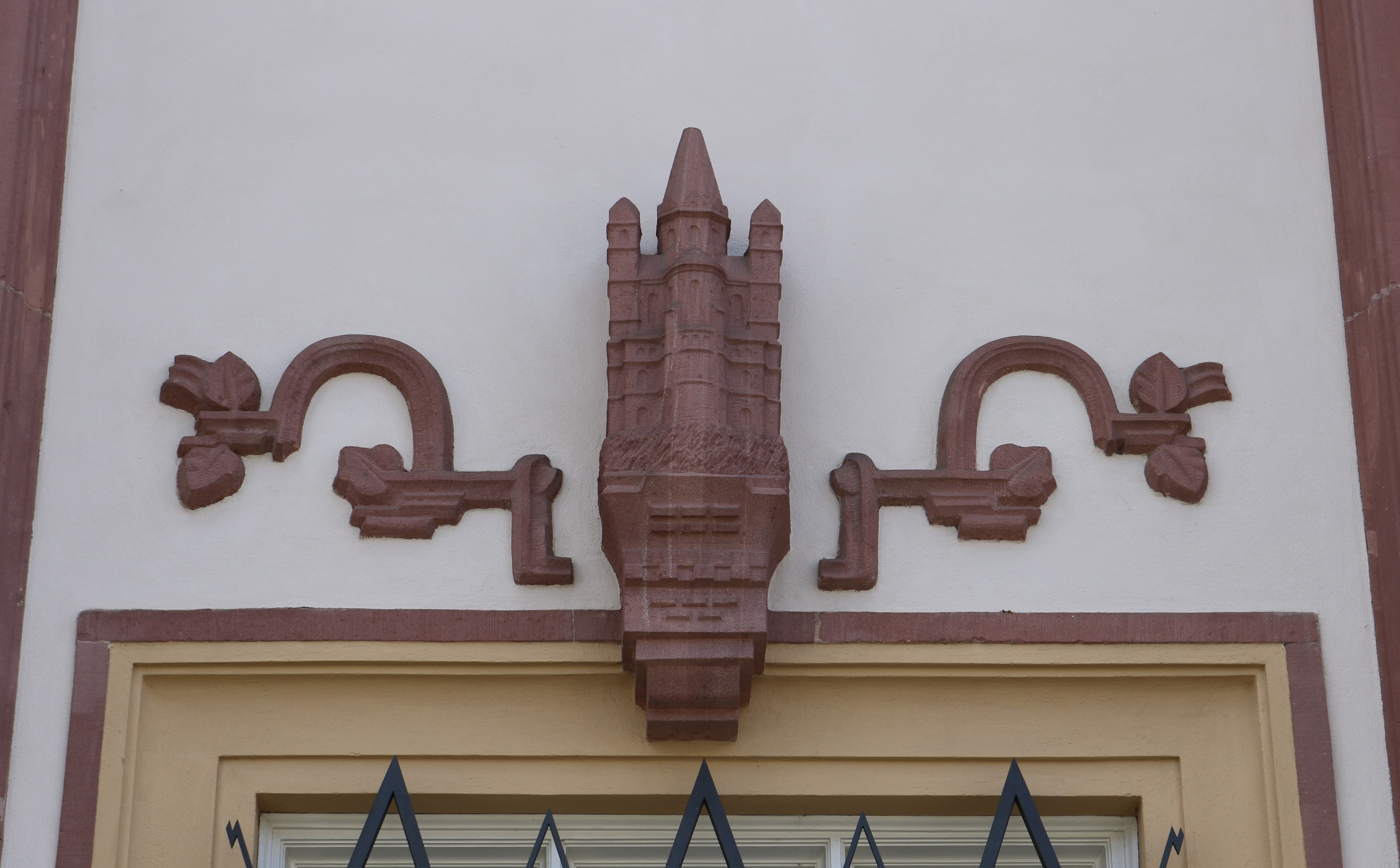
Georgsdom zu Limburg

An der Nordseite von links nach rechts:

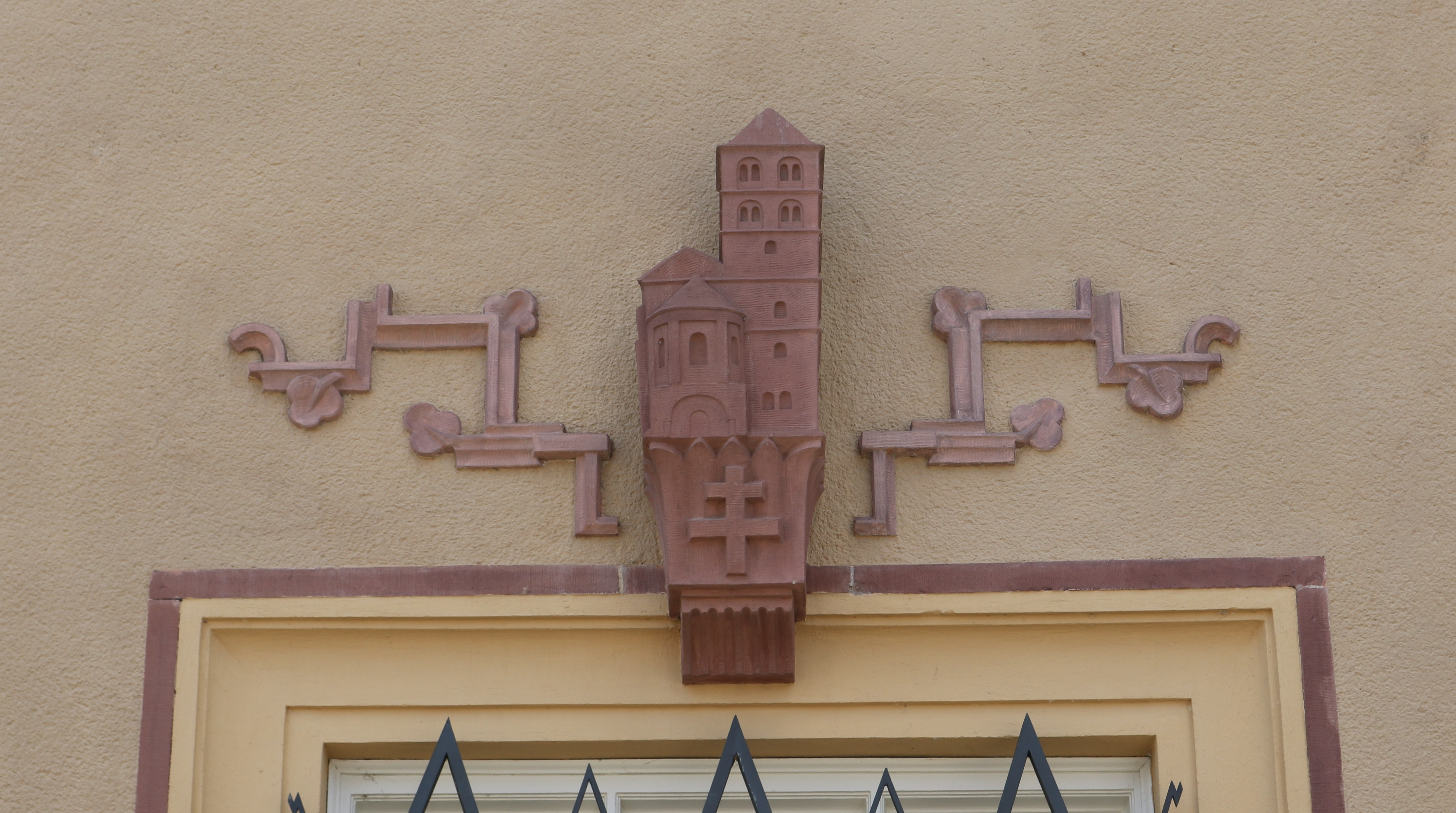
Stiftskirche in Bad Hersfeld
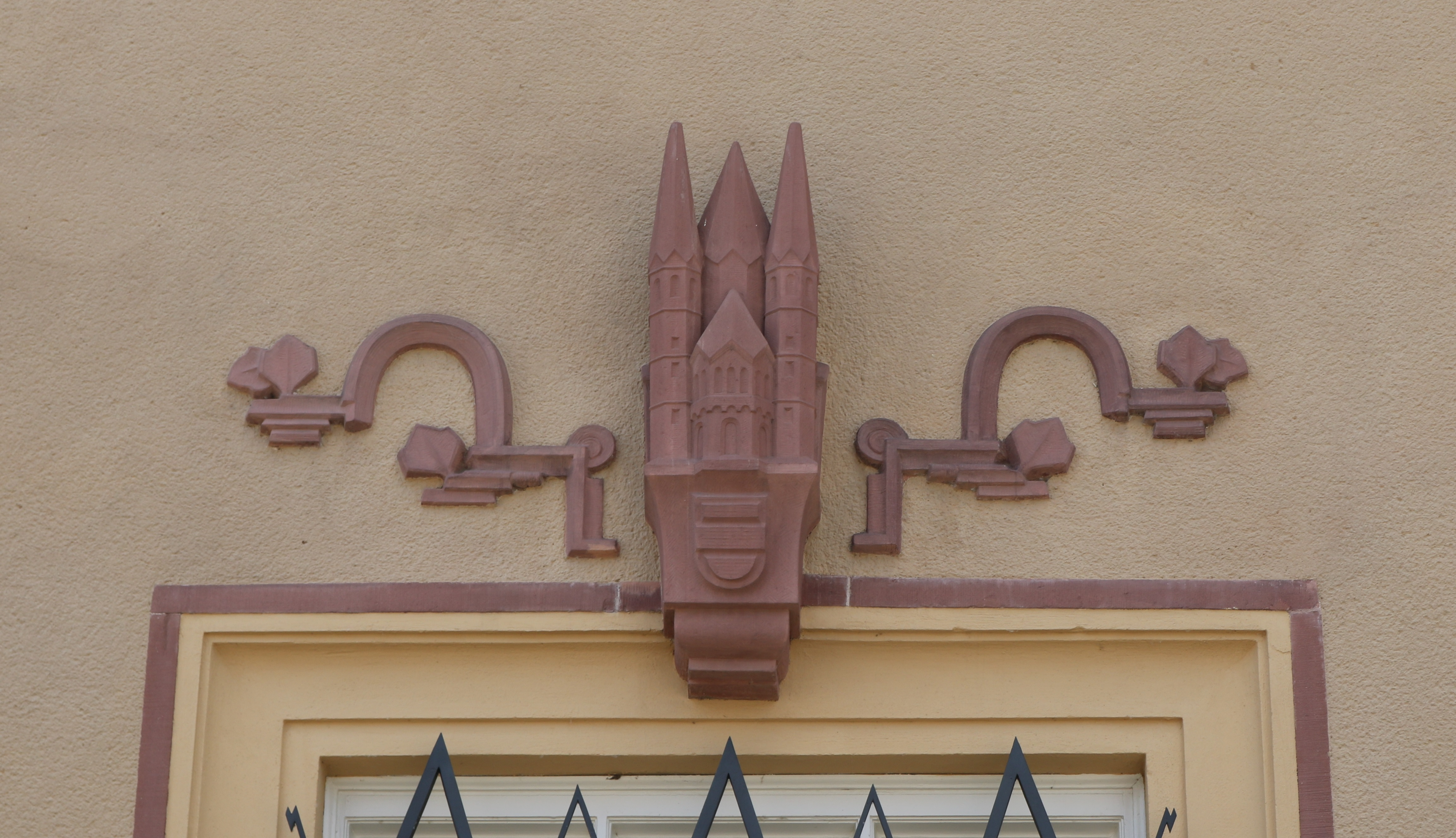
Marienkirche in Gelnhausen
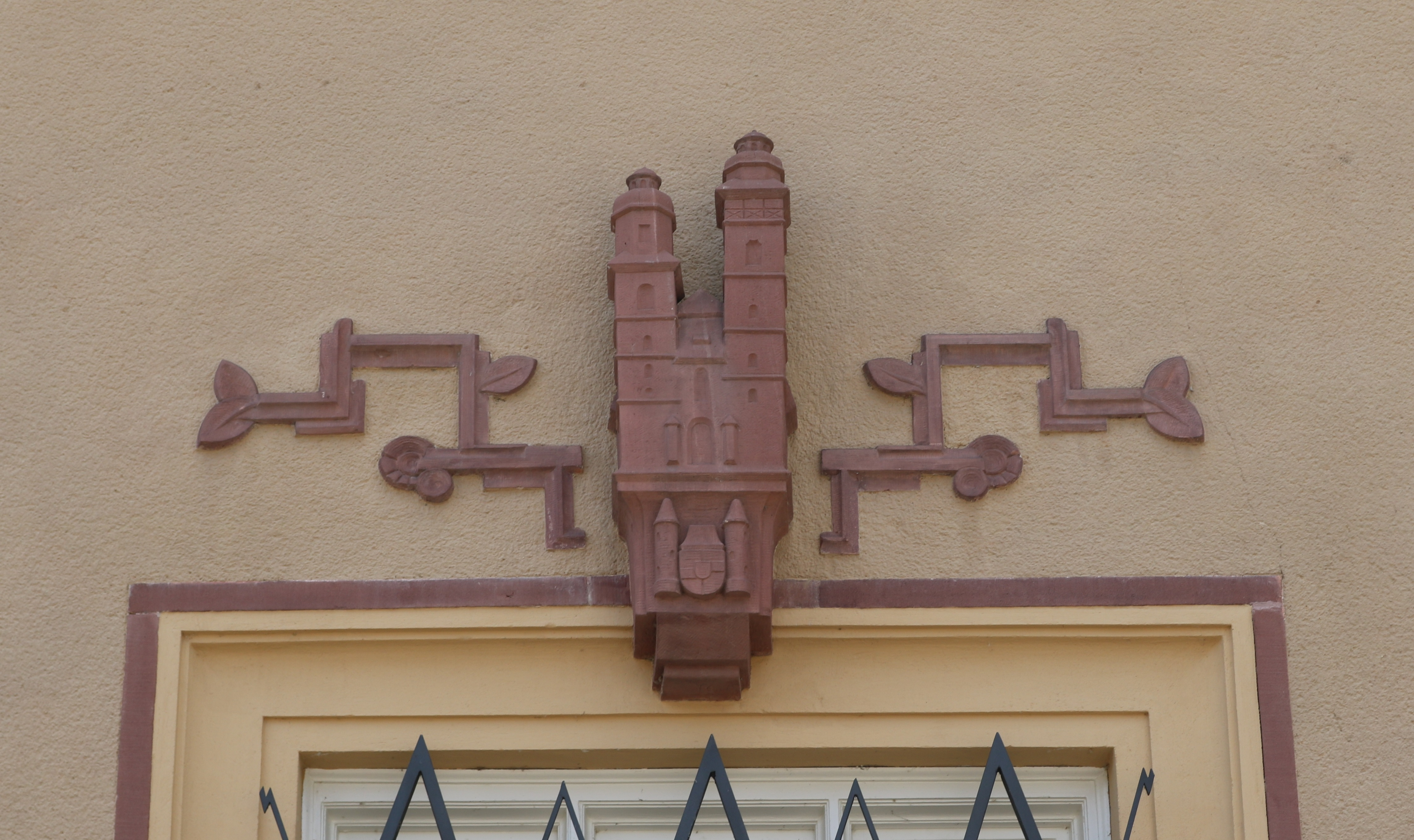
Stadtkirche St. Georg in Schmalkalden

An der Südseite von links nach rechts:

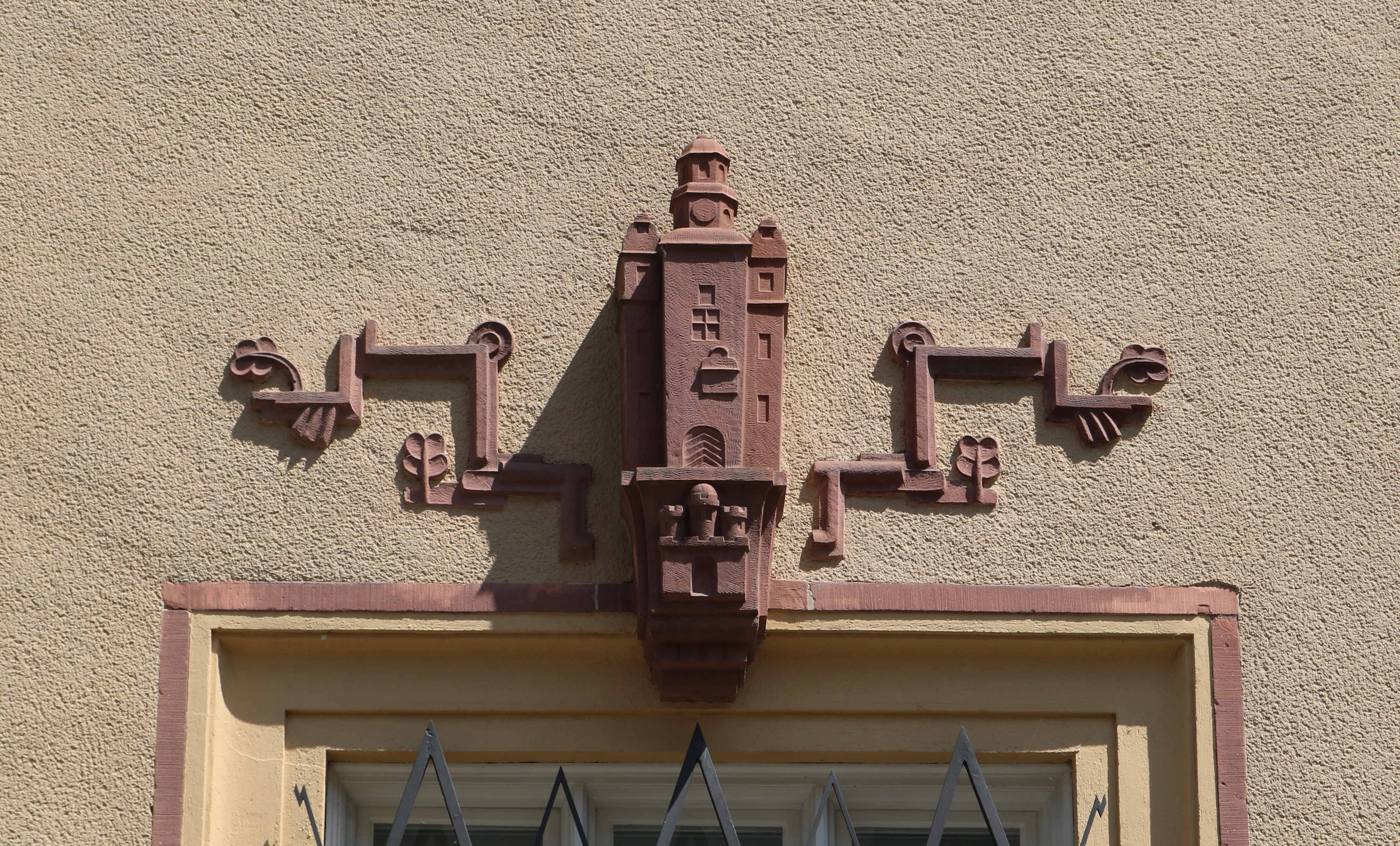
Schloss Weilburg
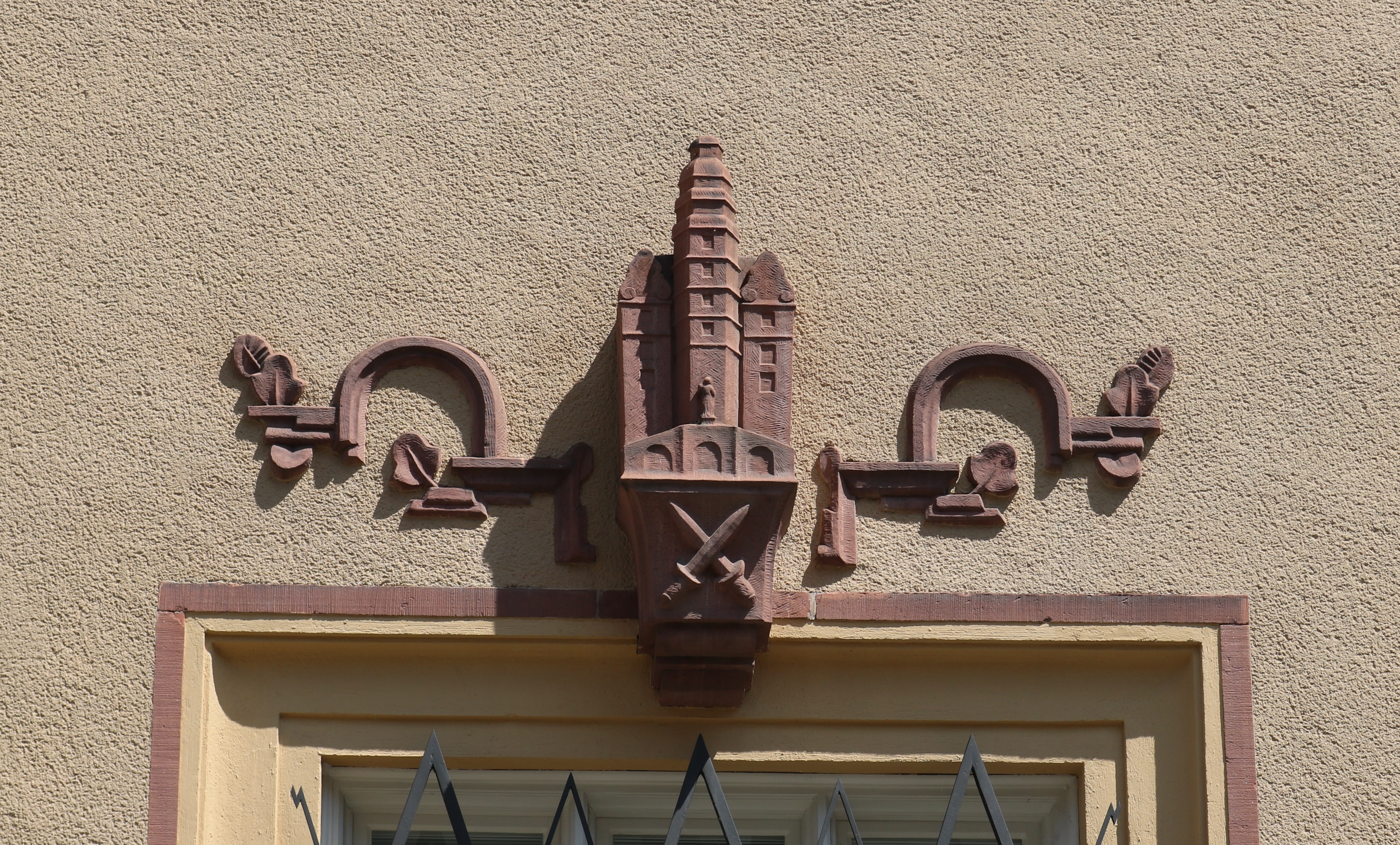
Schloss Hadamar
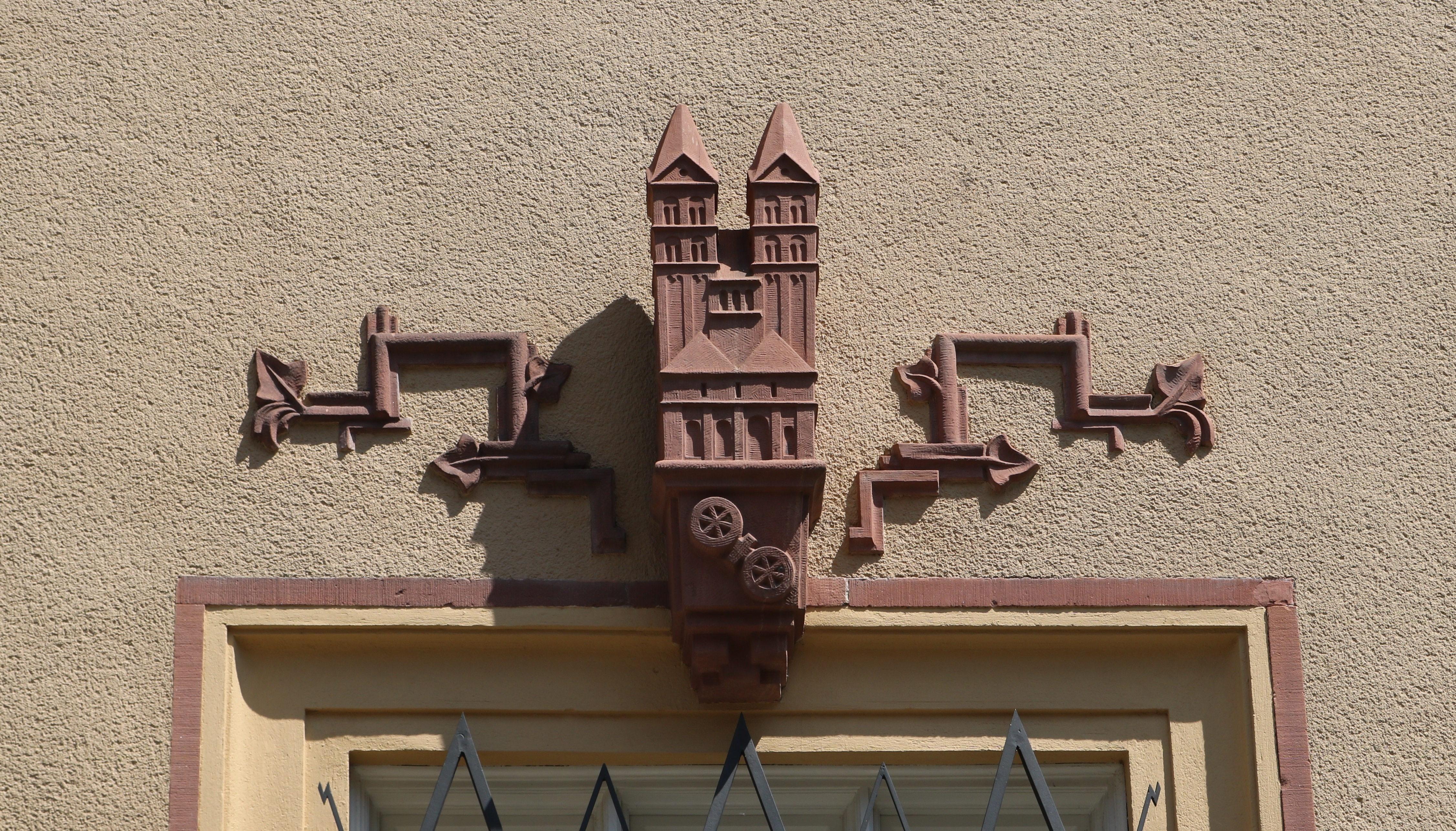
Dom St. Peter zu Fritzlar